# Agustín Castillo
Alberto Agustín Castillo Gallardo (Ica, 5 maggio 1963) è un allenatore di calcio ed ex calciatore peruviano, di ruolo centrocampista.

## Carriera

### Club
Ha giocato nel campionato peruviano, ecuadoregno, costaricano e salvadoregno.

### Nazionale
Ha collezionato l'unica presenza con la maglia della Nazionale nel 1983.